# San Antonio (film)
San Antonio is een Amerikaanse western in Technicolor uit 1945 onder regie van David Butler.

## Verhaal
Clay Hardin is een vee-eigenaar die onlangs van Mexico is teruggekeerd naar San Antonio. Hier ontvangt hij van een oude vriend, Charlie Bell, bewijs dat een man genaamd Roy Stuart vee steelt van zijn ranch. Clay besluit de man op te zoeken en arriveert per koets in het dorpje waar Roy woont. In een saloon ontmoet hij zangeres Jeanne Starr, op wie hij verliefd raakt. 

## Rolverdeling
| Acteur                | Personage       |
| --------------------- | --------------- |
| Errol Flynn           | Clay Hardin     |
| Alexis Smith          | Jeanne Starr    |
| S.Z. "Cuddles" Sakall | Sacha Bozic     |
| Victor Francen        | Legare          |
| Florence Bates        | Henrietta       |
| John Litel            | Charlie Bell    |
| Paul Kelly            | Roy Stuart      |
| Robert Shayne         | Captain Morgan  |
| John Alvin            | Pony Smith      |
| Monte Blue            | Cleve Andrews   |
| Robert Barrat         | Kolonel Johnson |
| Pedro de Cordoba      | Ricardo Torreon |
| Tom Tyler             | Lafe McWilliams |

## Productie
Regisseur David Butler vertelde te zijn gewaarschuwd dat samenwerking met Errol Flynn mogelijk moeizaam zou verlopen vanwege zijn problemen met alcohol en drugs, maar schreef dat de acteur op de set van San Antonio altijd goed was voorbereid en geen commotie veroorzaakte.
Harry Carey jr. had aanvankelijk een bijrol in de film, maar trok zich plotseling terug.
De draaiperiode was van september tot en met december 1944. Opnamen vonden hoofdzakelijk plaats op de Calabasas Ranch in Californië. Flynn liep een griep op tijdens de buitenopnamen, waarna het filmen tijdelijk moest worden gestaakt.

## Ontvangst
De film bleek een commercieel succes te zijn en was na Saratoga Trunk (1945) en Night and Day (1946) de succesvolste film van het jaar van Warner Brothers.
In Nederland kreeg de film overwegen positieve reacties. Recensent van Het Parool noemde het een film "vol goedkope romantiek en van succes verzekerde grapjes". Criticus van Het Vrije Volk noemde het "een grappige cowboyfilm met een zoetig kleurtje". Recensent van De Waarheid schreef: "De revolver zit los in de achterzak, maar bloed vloeit er nooit. [..] En de mooie juffrouw uit New York, die het hart van de brave wreker steelt, is heel zoet en zedig, precies zoals het hoort. Errol Flynn speelt de hoofdrol en lijkt meer dan ooit op een ferme gelaarsde kat."
Een minder positieve review verscheen in De Tijd: "Zelden hoort men in anderhalf uur tijds zóveel - onnodig - lawaai en vallen er zoveel schoten, stukken en doden, als in de film San Antonio, die helaas verzuimt ook maar één nieuwe regel toe te voegen aan de ontwikkelingsgeschiedenis van de Wild West-film."

## Prijzen en nominaties
| Jaar | Prijs  | Categorie              | Genomineerde(n)                      | Uitslag     |
| ---- | ------ | ---------------------- | ------------------------------------ | ----------- |
| 1946 | Oscars | Beste Originele Nummer | Ray Heindorf M.K. Jerome Ted Koehler | Genomineerd |
| 1946 | Oscars | Beste Productieontwerp | Ted Smith Jack McConaghy             | Genomineerd |